# Jürgen Zinnecker
Jürgen Zinnecker (* 10. Juni 1941 in Trautenau, Landkreis Trautenau, Regierungsbezirk Aussig; † 30. Juli 2011 in Siegen) war ein deutscher Sozialpädagoge.

## Leben
Er promovierte 1971 an der FU Berlin. 1981 nahm er den Ruf an die Universität Marburg an. Von 1986 bis 2006 lehrte er als Professor für Erziehungswissenschaften mit dem Schwerpunkt Sozialpädagogik an der Universität Siegen.